# Vincent Lübeck

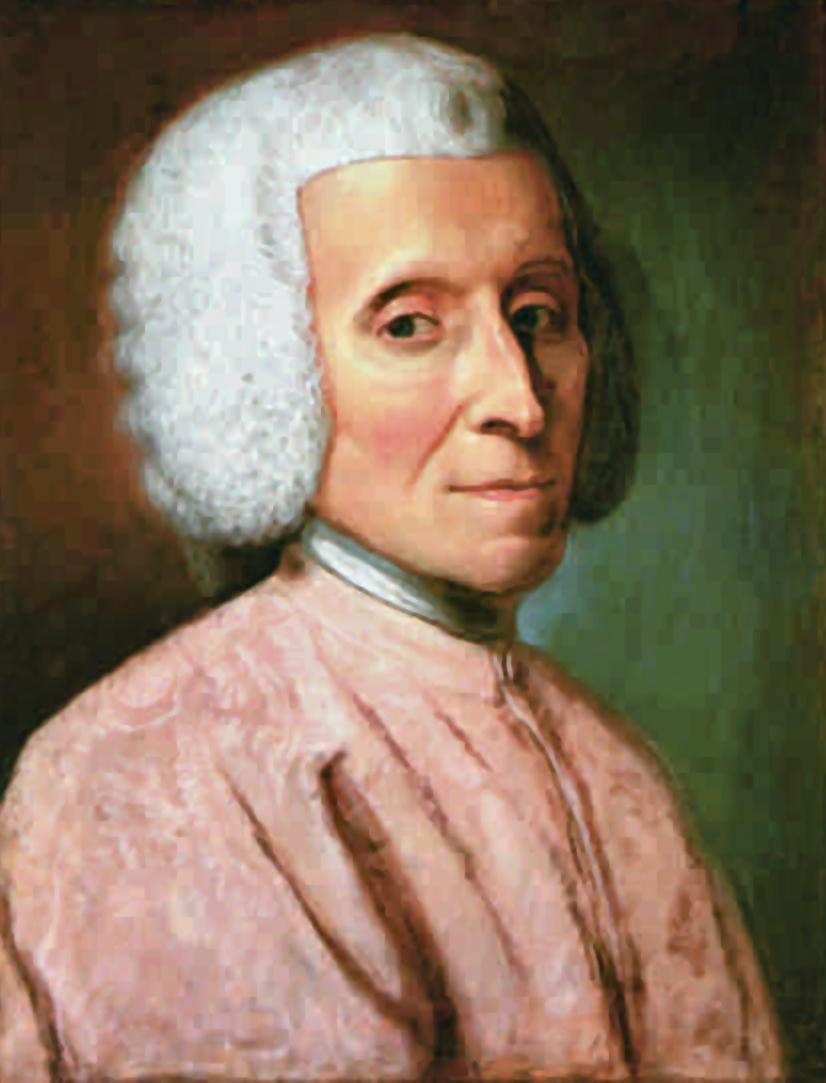
Retrato al óleo de Lübeck, pintado entre 1724 y 1734.

Vincent Lübeck (septiembre de 1654,  9 de febrero de 1740) fue un compositor y organista alemán del período barroco.
Nació en Padingbüttel y trabajó como organista y compositor en la iglesia de St. Cosmae et Damiani de Stade entre 1675 y 1702, y en la famosa iglesia de San Nicolás en Hamburgo entre 1702 y 1740, donde tocó uno de los mayores órganos de la época. Gozó de bastante reconocimiento durante su vida, contando con numerosos alumnos entre los cuales estuvieron dos de sus hijos.
A pesar de la fama y longevidad de Lübeck, se conservan pocas de sus composiciones: una colección de preludios y corales en el estilo de la escuela alemana de órgano, unas pocas cantatas y varias piezas para clavicordio, algunas de las cuales fueron publicadas durante su vida. De sus composiciones, las piezas para órgano son las más importantes. Influenciado por Dieterich Buxtehude y Johann Adam Reincken, Lübeck compuso obras sofisticadas desde el punto de vista técnico y artístico, con frecuentes pasajes virtuosos para pedalero, polifonía a cinco voces y otras características raramente utilizadas por la mayoría de los compositores de la época.

## Obras

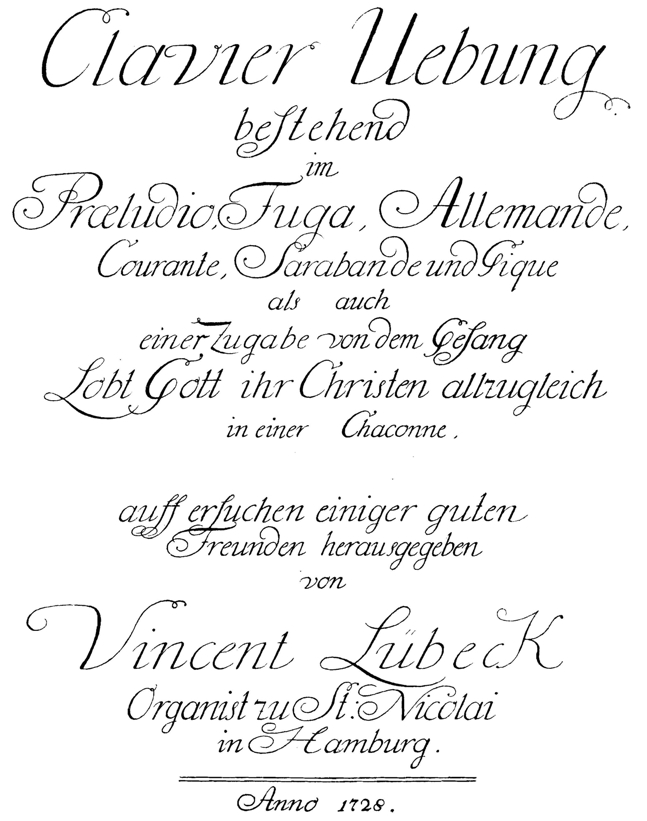
Portada de Clavier Übung, de Lübeck

### Música para órgano
- Preludio y fuga en Do mayor
- Preludio y fuga en Do menor
- Preludio y fuga en Re menor
- Preludio y fuga en Mi mayor
- Preludio y fuga en Fa mayor (posible obra del hijo de Lübeck llamado también Vincent Lübeck)
- Preludio y fuga en Sol mayor (posible obra del hijo de Lübeck llamado también Vincent Lübeck)
- Preludio y fuga en Sol menor
- Fantasía coral Ich ruf zu Dir, Herr Jesu Christ
- Preludio coral  Nun lasst uns Gott (incompleto, solo se conservan los primeros seis versos)

### Música para clave
- Clavier Übung bestehend im Praeludio, Fuga, Allemande, Courante, Sarabande und Gigue als auch einer Zugabe von dem Gesang Lobt Gott ihr Christen allzugleich in einer Chaconne (Hamburgo, 1728):
  - Preludio y fuga en La menor
  - Suite en Sol menor
  - Chacona sobre Lobt Gott ihr Christen, en Fa mayor.
- Manuscritos de S.M.G. 1691, atribuidos a Lübeck y publicados en la reciente colección Bärenreiter de sus trabajos: 
  - Preludio (en Re mayor) y Chacona (en Re menor)
  - Chaconna en La mayor
  - Suite en La menor
  - Marcha y Minuet en Fa mayor

### Música sacra vocal
- Es ist ein grosser Gewinn, wer gottselig ist (4vv, 2 vn, 2 b viol, 2 ob, bn, bc; fechado 10–14 de noviembre de 1693)
- Gott wie dein Nahme (3vv (ATB), 3 instrumentos, bc)
- Hilff deinem Volck (4vv, 2 violins, 2 b viol, bc)
- Ich hab hier wenig guter Tag (4vv, 2 vn, 2 b viol, 2 ob, bn, bc; fechado 10–14 de noviembre de 1693)
- Willkommen süsser Bräutigam (2vv, 2 vn, bc)
- Otras 14 cantatas y una Pasión conocidos por títulos y algunos textos  (perdidos)

## Epónimos
El asteroide (5108) Lübeck se nombró así en su honor.